# 須坂駅
須坂駅（すざかえき）は、長野県須坂市大字須坂にある長野電鉄長野線の駅。駅番号はN13。2012年3月までは屋代線が分岐し、当時の駅番号はNY13であった。キャッチコピーは「蔵の街」。
近くには臥竜公園などの観光名所もある。

## 歴史
- 1922年（大正11年）6月10日：河東鉄道 屋代 - 当駅間開通により開業[1]。
- 1923年（大正12年）3月26日：河東鉄道 当駅 - 信州中野間が開業。
- 1926年（大正15年）
  - 6月28日：長野電気鉄道 権堂 - 当駅間が開業。
  - 9月30日：長野電気鉄道と河東鉄道の合併により、長野電鉄の駅となる。河東鉄道の路線は河東線、長野電気鉄道の路線は長野線と定める。
- 1975年（昭和50年）
  - 11月18日：継電連動装置設置、使用開始。
  - 12月17日：駅舎全面改築完了[1]。
- 1979年（昭和54年）4月1日：貨物営業廃止。
- 1980年（昭和55年）3月1日：列車集中制御装置（CTC）設置に伴い、須坂運転指令所使用開始。
- 1983年（昭和58年）8月14日：手小荷物営業廃止。
- 2002年（平成14年）9月18日：河東線のうち屋代 - 当駅間を屋代線、当駅 - 信州中野間を長野線に名称変更。
- 2010年（平成22年）11月2日：エレベーター設置、供用開始[1]。
- 2012年（平成24年）4月1日：屋代線廃止。駅番号をN13に変更[2]。
- 2015年（平成27年）3月14日：ダイヤ改正においてホーム発着番線変更[3]。

屋代線廃止後
廃止後も旧10号踏切を含めた数メートルの区間はしばらく保線車両の出入りに使われたのち、線路跡に河東線記念公園がオープンした。

## 駅構造
単式ホーム1面1線、島式ホーム2面4線の計3面5線のホームを有する地上駅。橋上駅舎を持つ有人駅である。ホームでは、「須坂市民歌」が流されている。
改札口は駅舎2階部分にあり、自動券売機が3台設置されている。2010年（平成22年）11月にはエレベーターが改札内、改札外に計3台設置され、バリアフリー化が図られた。車両基地・須坂工場や乗務区などもあり、夜間滞泊が設定されている。長野電鉄で夜間滞泊があるのは当駅と信州中野駅のみである。

### のりば
| 番線 | 路線                             | 方向                             | 行先                             |
| ---- | -------------------------------- | -------------------------------- | -------------------------------- |
| 1    | ■長野線                          | 上り                             | 長野方面                         |
| 2    | ■長野線                          | 上り                             | 長野方面                         |
| 3    | ■長野線                          | 下り                             | 信州中野・湯田中方面             |
| 4    | ■長野線                          | 下り                             | 信州中野・湯田中方面             |
| 5    | 臨時ホーム（主にイベント時使用） | 臨時ホーム（主にイベント時使用） | 臨時ホーム（主にイベント時使用） |

付記事項
- 駅舎に一番近いホームが5番線である。
- 5番線に発着する定期列車は2017年10月現在存在せず、通常時立ち入ることができないが、イベント時に開放されることがある。
- 2012年に廃止された屋代線は4番線を専用で使用していた。現在は長野線の早朝の一部列車が使用している。
- 屋代線の踏切は西側に保線基地がある関係から保線車両の出入りのため廃止後もしばらく維持されたが、駅構内に保線基地が新設されたことにより廃止。

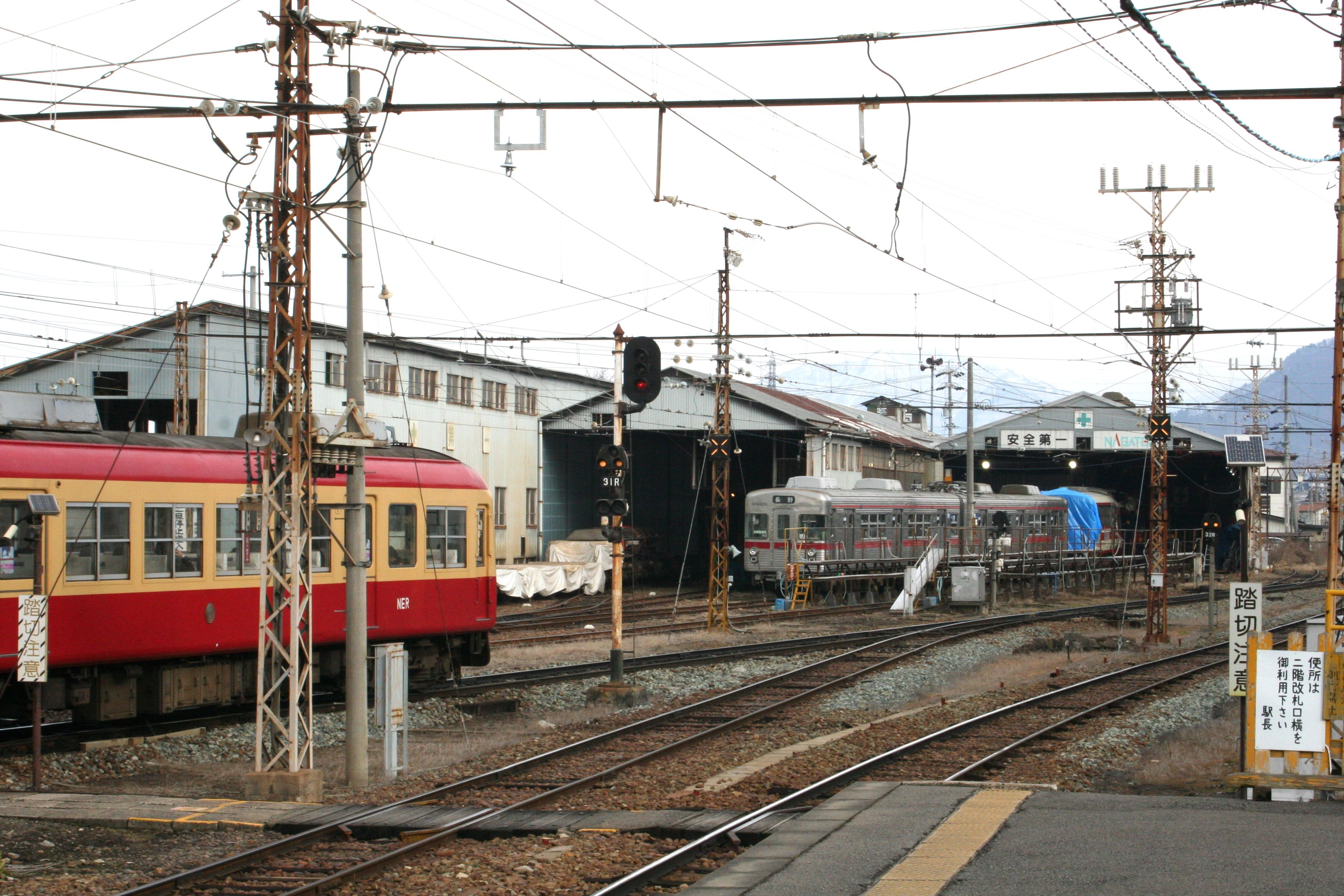
1番線より車両基地を望む

## 利用状況
近年の一日平均乗車人員の推移は下記のとおり。
| 年度   | 一日平均 乗車人員 |
| ------ | ----------------- |
| 2007年 | 3,301             |
| 2008年 | 3,223             |
| 2009年 | 3,100             |
| 2010年 | 3,113             |
| 2011年 | 3,202             |
| 2012年 | 3,079             |
| 2013年 | 2,883             |
| 2014年 | 3,064             |
| 2015年 | 3,072             |
| 2016年 | 3,052             |
| 2017年 | 3,074             |
| 2018年 | 3,042             |
| 2019年 | 2,944             |

## 駅周辺

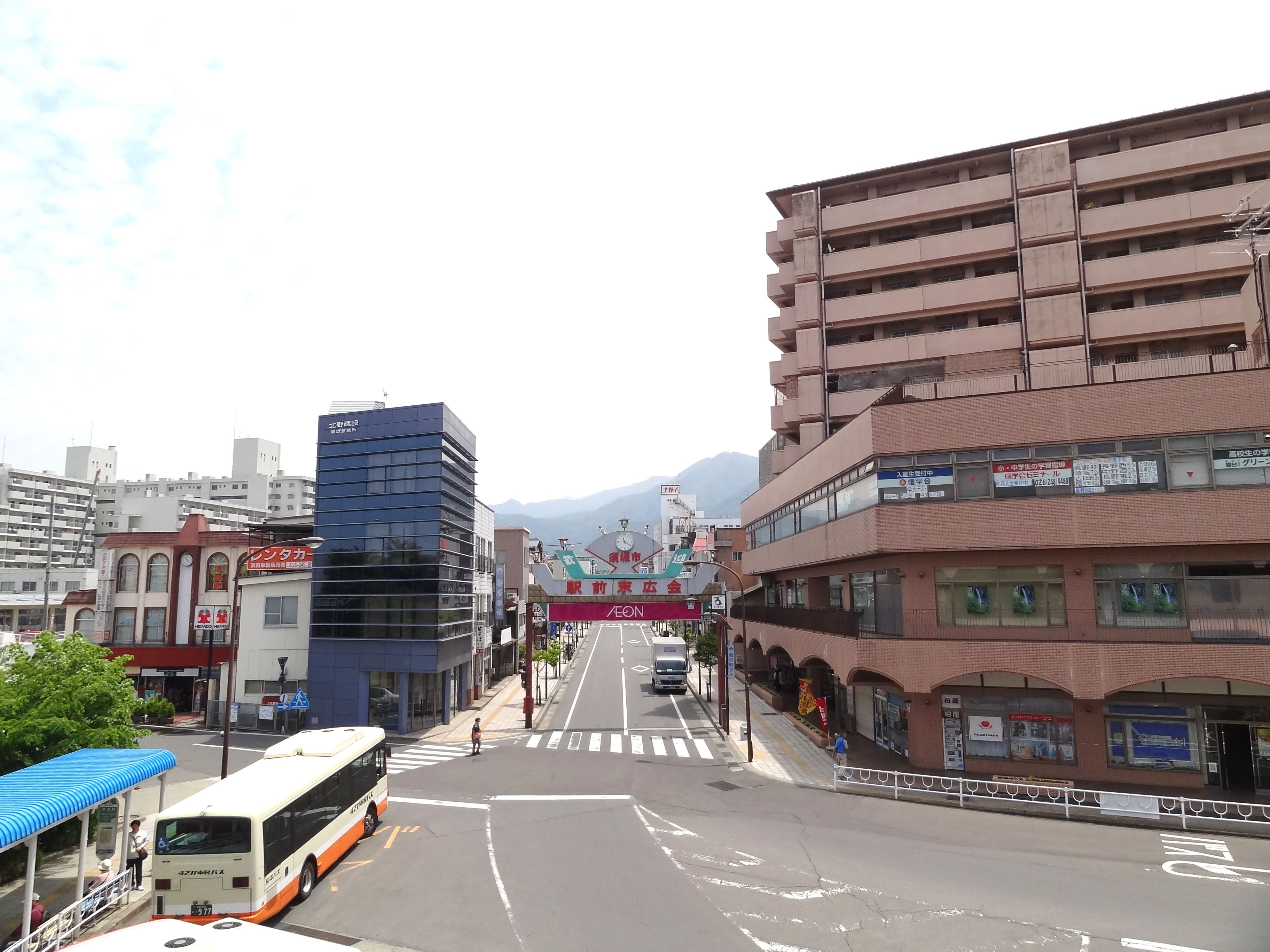
須坂駅前

「蔵の街」のキャッチコピーにあるように、駅周辺には蔵造りの建物が多く立地している。
- 須坂市役所[1]
- 須坂郵便局
- 長野刑務所
- 須坂警察署
- 長野県須坂建設事務所
- 長野県須坂高等学校[1]
- 長野県須坂東高等学校
- 長野県須坂創成高等学校
- 長電ショッピングプラザ
  - イオン須坂店（買物の額に応じて運賃の割引券「楽楽きっぷ」を発行している[6]）
- 八十二銀行須坂駅前支店
- 長野県信用組合須坂支店
- 長野県立信州医療センター[1]
- 市立須坂図書館
- 河東線記念公園
- 国道403号
- 国道406号
- 遠藤酒造場
- 須坂市動物園[1]
- 臥竜公園[1]
- 田子農園 - 日野駅とのほぼ中間にある農園。シャインマスカットなどを栽培。
- ツルヤ須坂西店

## バス路線
駅前のロータリーに長電バス・すざか市民バスの須坂駅停留所が置かれている。

### すざか市民バス
のりば1
- S 仙仁線
須坂駅 - （市役所西） - 臥竜公園入口 - 南原町東 - 湯っ蔵んど - 亀倉 - 仙仁
- Y 米子線
須坂駅 - （市役所西） - 臥竜公園入口 - 南原町東 - 豊丘 - 塩野 - 米子不動尊
- おかえりライナー
  - 須坂駅 → 臥竜公園入口 → 南原町東 → 豊丘 → 塩野 → 亀倉 → 仙仁

のりば2
- K 北相之島線
須坂駅 - 旭ヶ丘団地 - 北須坂駅 - 豊島町 - 北相之島町
- M 明徳団地線
須坂駅 - 臥竜公園入口 - 望岳台団地 - 下八町 - 明徳団地

### 長電バス
のりば3
- 高速 湯田中・長野‐京都・大阪・神戸線（南海バスと共同運行）
湯田中駅 - 小布施 - 須坂駅 - 権堂 - 長野駅前 - 京都駅八条口 - 大阪駅前 - 湊町バスターミナル・なんば高速バスターミナル - 三宮バスターミナル - USJ
- 高速 須坂・長野‐池袋・新宿線（アルピコ交通、京王バスと共同運行）
須坂駅 - 権堂 - 善光寺 - 長野駅前 - 池袋駅東口 - バスタ新宿
- T 山田温泉線
須坂駅 - 本郷 - 荒井原 - 高山村役場前 - （YOU游ランド） - 牧 - 山田温泉
須坂駅 - 本郷 - 荒井原 - 駒場 - 原宮 - 蕨温泉 - 山田温泉
- 82 長野・屋島・須坂線
長野駅 - 長野駅東口 - 高田 - エムウェーブ - 屋島 - 井上 - メセナホール - 須坂駅
- 屋代須坂線（屋代線代替バス）
須坂駅 - 井上 - 若穂病院 - 川田駅 - 松代駅 - 岩野 - 屋代駅

## その他
- ホーム端には車輪や発条転轍器（別称・スプリングポイント）を展示するスペースが設けられている[7]。

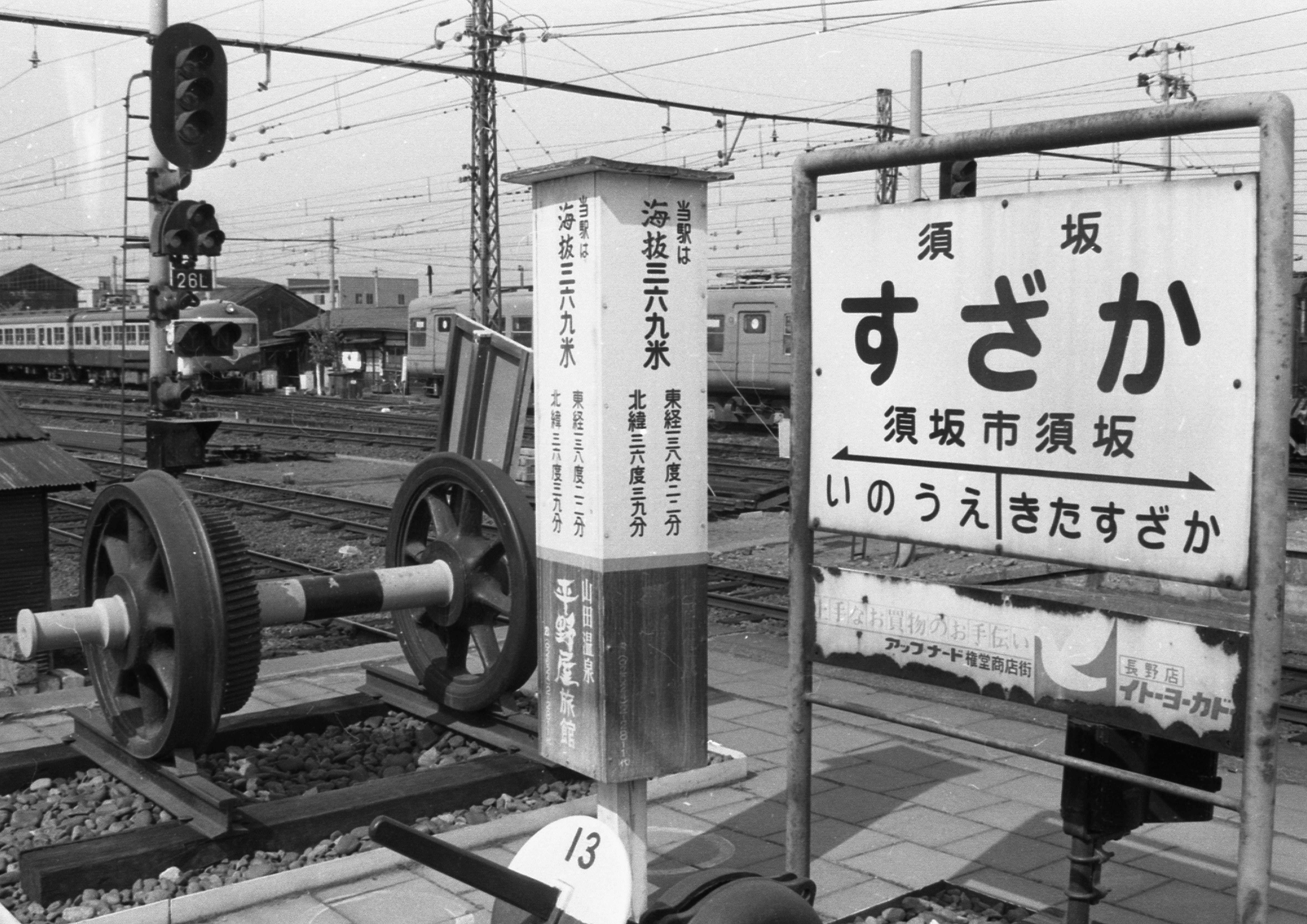
駅名標と展示された車輪（1988年5月）
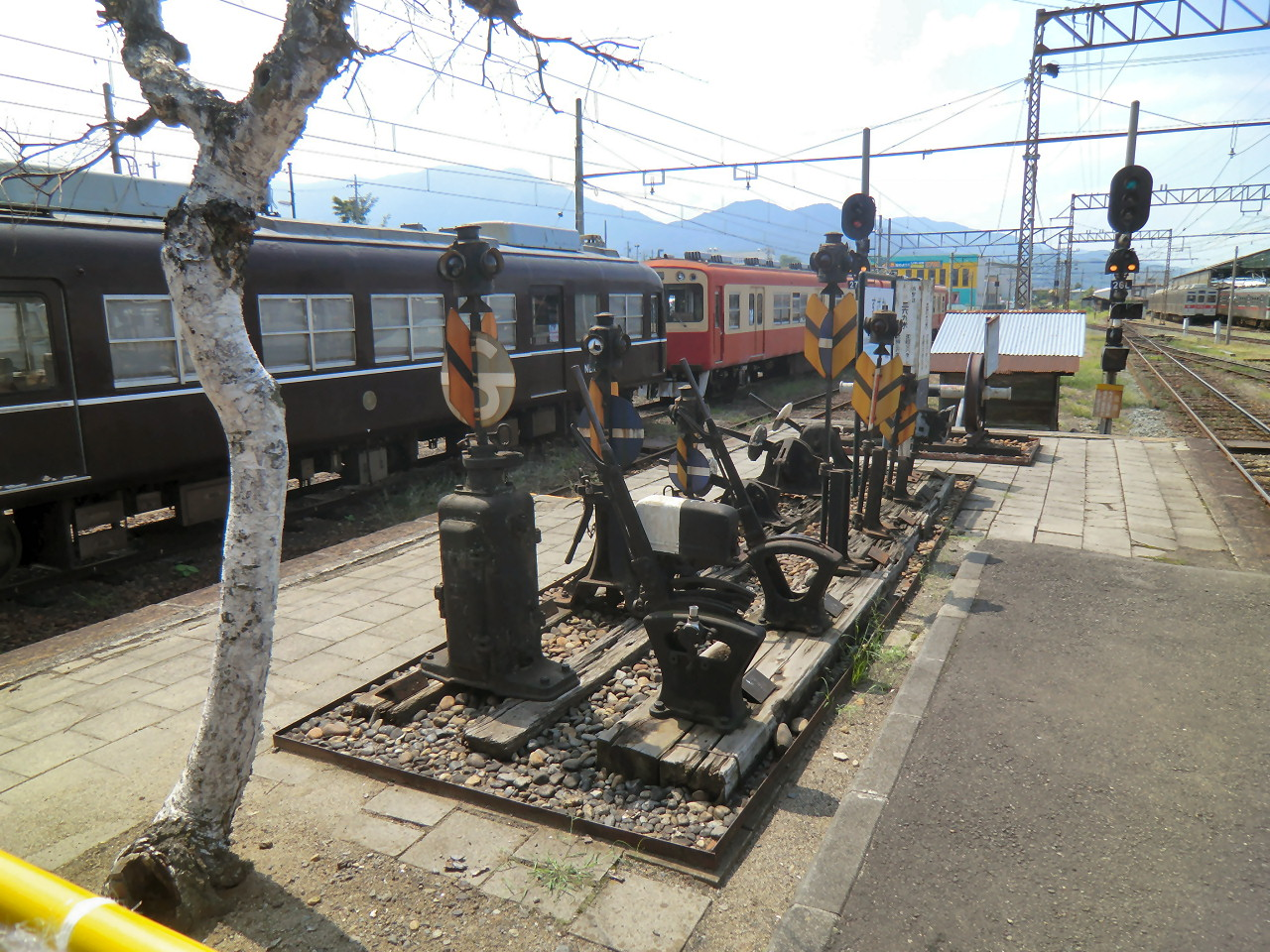
ホーム端に展示された転轍機（2011年8月、奥には車輪も写る）

## 隣の駅
長野電鉄
■長野線
■A特急
権堂駅 (N3) - 須坂駅 (N13) - 小布施駅 (N15)
■B特急
朝陽駅 (N8) - 須坂駅 (N13) - 小布施駅 (N15)
■普通
日野駅 (N12) - 須坂駅 (N13) - 北須坂駅 (N14)

### かつて存在した路線
■屋代線
井上駅 (Y12) - 須坂駅 (NY13)